# Jazzpospolita

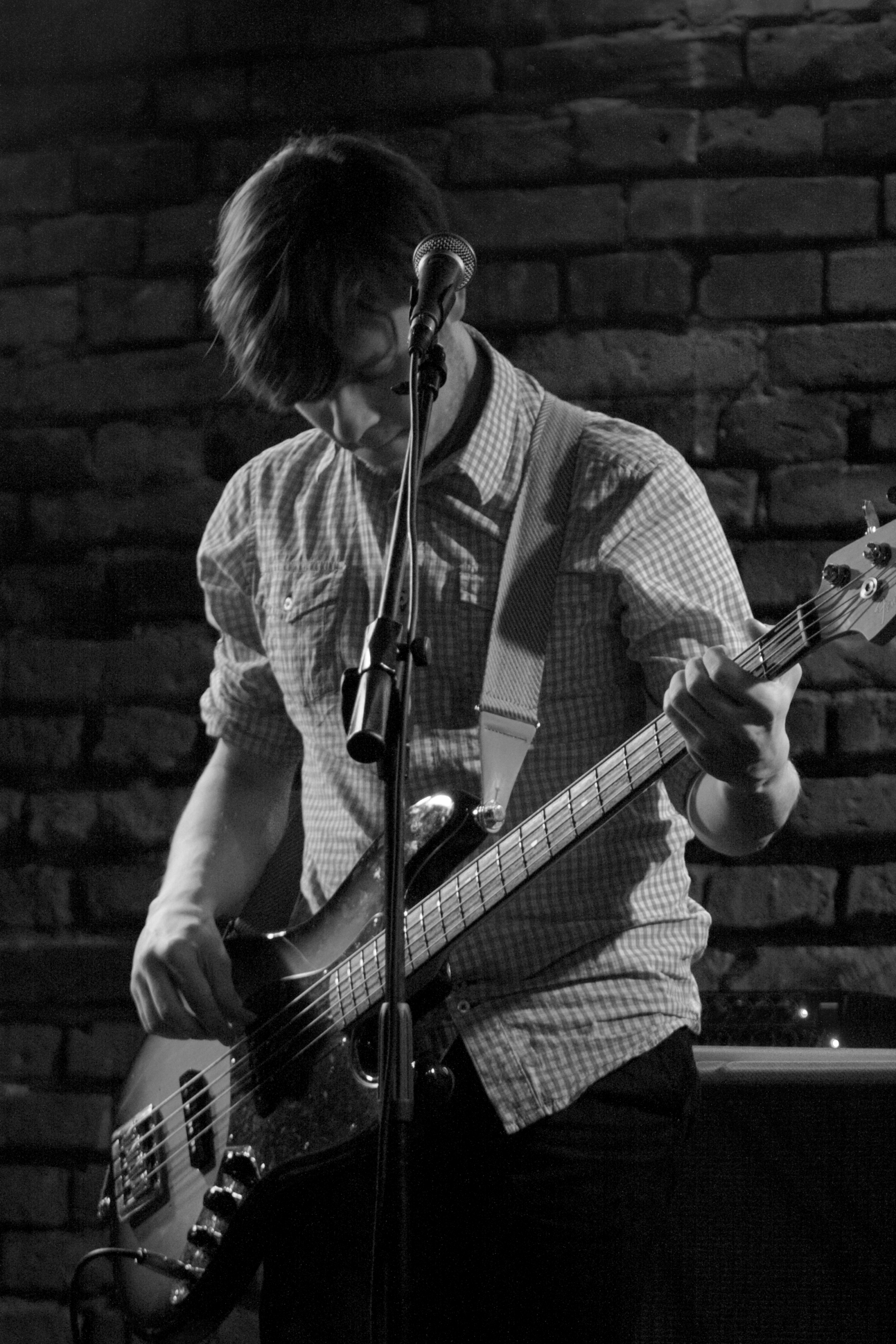
Stefan Nowakowski, Jazzpospolita, Cracòvia, 2011

Jazzpospolita és una banda fundada el 2008 a Varsòvia (Polònia), que toca música instrumental combinant gèneres com nu-jazz, post-rock i psicodèlia.

## Història
El grup va ser fundat per iniciativa del baixista Stefan Nowakowski i el bateria Wojtek Oleksiak, i després s'hi van unir Michał Przerwa-Tetmajer i Michał Załęski. A la primera formació, a part de la secció rítmica fundadora, també van tocar Bartek "Rudy" Borowiec i Daniel "Danny" Grzeszykowski. El nom de la banda suggereix arrels del jazz, però el seu estil eclèctic s'inspira en gèneres com el nu-jazz, el post-rock, el funk, el drum'n'bass, l'ambient, el cinema i la música il·lustrativa.
Els primers enregistraments de Jazzpospolita es van gravar l'any 2008, i una de les cançons va ser "Tribute to Aerobit", que encara avui es toca als concerts. L'any 2009, Jazzpospolita, ja a la formació actual, va gravar i va publicar el seu EP debut, titulat convencionalment Polished Jazz. La seva reedició, enriquida amb un remix i un tema nou, es va estrenar el 2010. Al cap d'un any de la publicació de l'EP, la banda va tocar diverses dotzenes de concerts a clubs polonesos i als escenaris.
A la primavera de 2010, Jazzpospolita va signar un contracte discogràfic amb Ampersand Records de Poznań. El juny de 2010, es va publicar la cançó "Polished Jazz" a la recopilació " Jazz Lounge Cinema 4". L'àlbum de llarga durada de Jazzpospolita, Almost Splendid, va ser llançat el 12 d'octubre de 2010.
A principis de 2012 es va publicar el segon àlbum de llarga durada de la banda, Impulse, el so del qual s'ha qualificat de "música (...) intensa, imaginativa, lliure de patrons i completament inusual" i comparat amb grups com com Jaga Jazzist i Tortoise. També el 2012 es va publicar el doble àlbum RePolished Jazz, format per remixes de temes d'Impulse i l'EP de debut reeditat de la banda. Els remixes van ser preparats per artistes com: Bueno Bros, Jakub "Nox" Ambroziak, Roux Spana, Excessive Machine o Audiomanufacture.
Des del seu debut fins al 2012, la banda va fer una gira llarga. Jazzpospolita ha fet concerts a Polònia (incloent el suport de la gira Bonobo), Gran Bretanya, Alemanya, Dinamarca, Bèlgica, Romania, República Txeca, Estònia, Rússia i Bulgària, actuant, entre d'altres als festivals Open'er, Meskie Granie 2011 i 2012, London Jazz Festival, Match & Fuse, Copenhagen Jazz Festival, Comblain Jazz Festival, Garana Jazz, Kaliningrad City Jazz. Els editors del III Programu Polskiego Radia van elogiar les actuacions en directe de Jazzpospolita, qualificant la banda com a descobriment de concerts del 2011. El concert de Jazzpospolita per a la final de Męskiego Grania de l'any 2012 va ser vist per més de 10.000 persones.
L'any 2013 es va dedicar a compondre noves cançons i treballar la música original dels membres del grup.
El novembre de 2014, la banda va publicar el seu quart àlbum, titulat "Jazzpo!". El grup fa temps que s'estava preparant per publicar aquest disc, refinat fins al més mínim detall: des de les composicions cisellades durant mesos, interminables deliberacions sobre els sons utilitzats, passant per la selecció dels instruments utilitzats durant l'enregistrament, fins a la portada efectiva, on una dotzena de persones van treballar en l'aparició final. "Jazzpo!" ha estat reconegut per la crítica com l'àlbum més interessant de la producció de la banda fins ara. La gira de concerts "Jazzpo!" va durar més d'un any. El grup va actuar més de 50 vegades a Europa, i la gira va acabar amb un viatge de dues setmanes a la Xina, on Jazzpospolita va tocar, entre d'altres, als reconeguts festivals Beijing Nine Gates i Shenzhen Oct Loft. A la tardor del 2016, es va publicar el primer àlbum en directe del grup: "Jazzpo! Live Made in China” documentant la gira asiàtica. L'àlbum doble conté principalment composicions de l'àlbum "Jazzpo!". Es considera que és més dinàmic i més fort que la versió d'estudi.
El darrer àlbum titulat "Humanizm" es va publicar el 17 de març de 2017. Jazzpospolita va decidir ampliar la fórmula actual i va convidar a l'àlbum a Paulina Przybysz i Novika. L'enregistrament es va fer en circumstàncies inusuals: la banda es va traslladar a una casa pairal del segle xix i la va convertir en un estudi. El material enregistrat en un entorn natural proper a la natura, sense el soroll de la ciutat i el contacte amb l'exterior, va portar un disc que es considera més equilibrat i coherent en la carrera de Jazzpospolita. El que connecta "Humanisme" amb els èxits anteriors de la banda és l'atenció al so. Gràcies a la mínima interferència d'estudi i l'ús d'una gravadora, l'àlbum té un to càlid i analògic, tan característic dels enregistraments vintage.
L'any 2018, Jazzpospolita va canviar de memebres. Wojtek Oleksiak va ser substituït per Karol Domański a la bateria, i Łukasz Borowicki va esdevenir el nou guitarrista en substitució de Michał Przerwa-Tetmajer.

## Composició
- Stefan Nowakowski - baix, contrabaix
- Karol Domański - bateria
- Łukasz Borowicki - guitarra elèctrica
- Michał Załęski - teclats

### Músics de formacions anteriors
- Bartek "Rudy" Borowiec - guitarra elèctrica
- Daniel "Danny" Grzeszykowski - saxo
- Wojtek Oleksiak - bateria
- Michał Przerwa-Tetmajer - guitarra elèctrica

## Discografia
- 2009 – Polished Jazz (EP, reeditat el 2010)
- 2010 – Almost Splendid (Ampersand Records)
- 2012 – Impulse (Ampersand Records)
- 2012 – RePolished Jazz (Ampersand Records)
- 2014 – Jazzpo! (Postpost)
- 2016 – Jazzpo! Live Made In China (Postpost)
- 2017 – Humanizm (Postpost)
- 2020 – Przypływ (Audio Cave)
- 2023 – Obiekt (Audio Cave)